# L'Île de Black Mór
Pour plus de détails, voir Fiche technique et Distribution.
L'Île de Black Mór est un long métrage d'animation français réalisé par Jean-François Laguionie et sorti en 2004. C'est un dessin animé en deux dimensions qui raconte l'aventure du Kid, un garçon qui s'évade de l'orphelinat où il est enfermé et part à la recherche du trésor d'un pirate légendaire, Black Mór. L'Île de Black Mór est le troisième long métrage de Laguionie après Gwen et le Livre de sable et Le Château des singes.

## Synopsis
Dans un orphelinat qui ressemble à un bagne, un jeune garçon rêve du pirate Black Mór, dont un professeur raconte la vie au lieu d'apprendre aux orphelins la morale et la religion. L'enfant a eu le temps de récupérer une étrange carte. 
Il finit par s'enfuir, et échoue chez Ficelle et Mac Gregor, deux naufrageurs. Tous trois volent le voilier des garde-côtes pour aller à l'aventure, à la recherche de la mystérieuse île de Black Mór. À bord du voilier partent avec eux Taka, un déserteur, et le singe Jim.

## Fiche technique
- Scénario : Jean-François Laguionie et Anik Le Ray
- Story board : Bruno Le Floc'h
- Réalisation : Jean-François Laguionie
- Montage : Pascal Pachard
- Musique : Christophe Heral
- Montage son : Christine Webster
- Bruitage : Jonathan Liebling
- Chef décorateur : Richard Mithouard et Jean Palenstjin
- Producteurs : Gaspard de Chavagnac et Patrick Moine
- Sociétés de production : Dargaud Marina, France ; La Fabrique et Les films du Triangle
- Budget : 3,21 millions d'euros[1]
- Langue originale : français
- Durée : 85 minutes

## Distribution
- Taric Mehani : Le Kid
- Agathe Schumacher : Petit Moine
- Jean-Paul Roussillon : Mac Gregor
- Jean-François Dérec : La Ficelle
- Jean-François Roubaud : Maitre d'atelier / Garde-côte
- Yanecko Romba : Taka
- Frédéric Cerdal : Le directeur
- Michel Robin : Maître Forbes

## Production

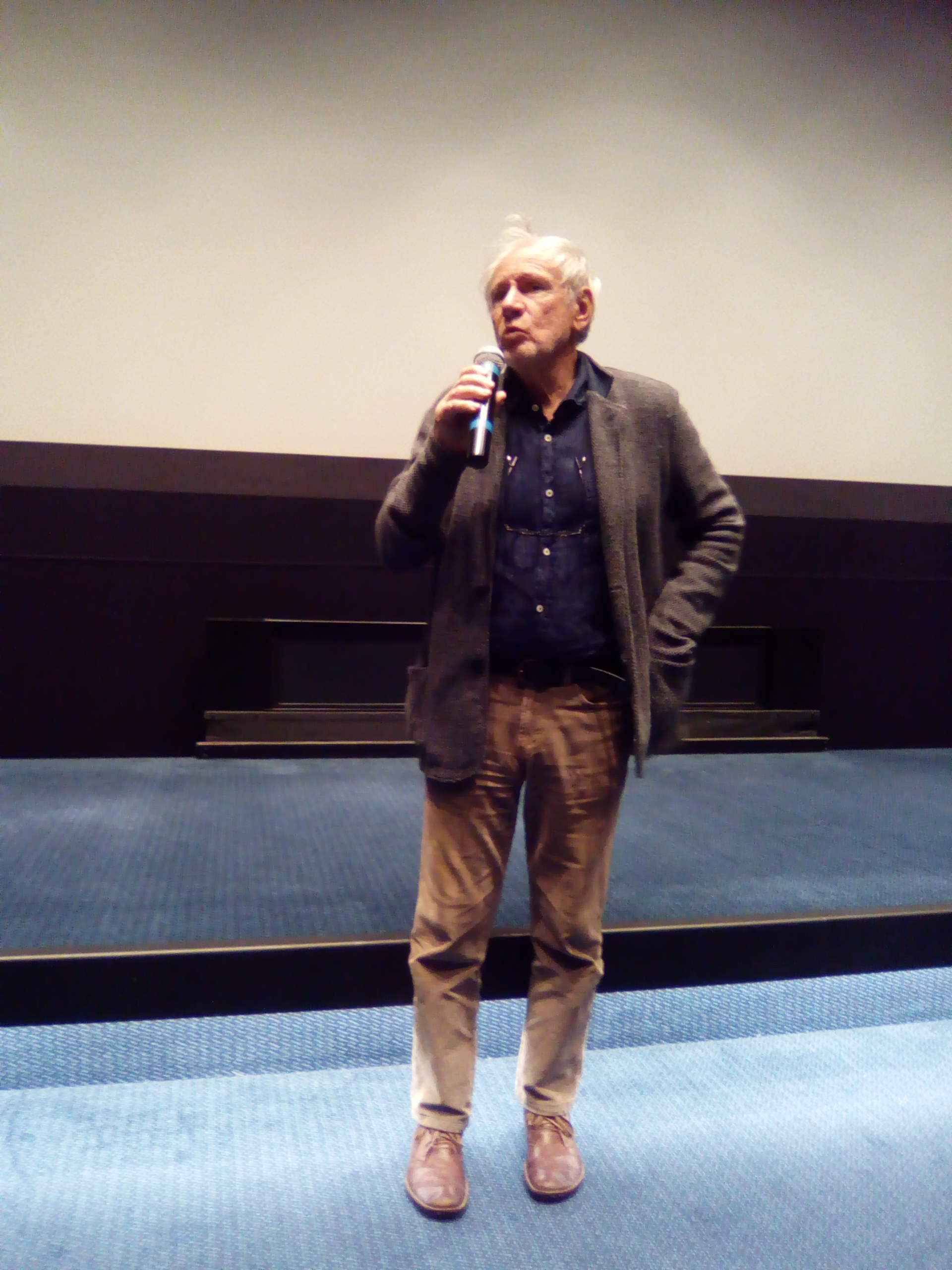
Le réalisateur Jean-François Laguionie lors d'une projection du film à la Cinémathèque française, en 2016.

La production du film prend trois ans, dont deux sont consacrés à l'animation. Pour écrire le scénario du film, Laguionie s'appuie sur un récit d'aventure préexistant qu'il avait écrit, et s'aide de l'expérience acquise pendant la production du Château des singes au cours de laquelle il avait collaboré avec un scénariste anglais. L'intrigue reprend les ficelles du roman d'aventure à la Robert Stevenson, en y mêlant une quête psychologique. En raison du petit budget du film, l'animation doit être sous-traitée dans un studio en Asie.

## Diffusion
Le film sort en France le 11 février 2004, puis en Belgique le 18 ; il connaît également une sortie au cinéma en Hongrie le 12 août. Il connaît enfin une sortie limitée en Grèce deux ans plus tard, en février 2006. Aux États-Unis, L'Île de Black Mór ne bénéficie pas d'une sortie en salles, mais est présenté dans deux festivals de cinéma : au Chicago International Children's Film Festival en octobre 2004, puis au VCU French Film Festival en avril 2005.
En France, le film rassemble au total 250 808 entrées au cours de son exploitation en salles. Le jour de sa sortie, le film est exploité à Paris sur 13 copies et réalise 394 entrées dans la capitale.

## Accueil critique
En France, le film reçoit un bon accueil de la part des critiques. Le site AlloCiné recense dix-sept critiques de presse et attribue au film une moyenne de 4,1 sur 5 sur la base de ces articles. 
Parmi les meilleures critiques, celle de Thomas Sotinel, dans Le Monde, qualifie le film de « modeste et courageux » et apprécie son rythme différent de celui des grosses productions animées. Dans Télérama, Isabelle Fajardo apprécie ce qu'elle qualifie comme « une vision, une rêverie marine » ainsi que la beauté et la douceur des graphismes, tout cela venant ajouter un cachet supplémentaire à l'aventure que relate le film. Dominique Duthuit, dans Le Figaroscope, loue « le souffle épique du récit, la valeur documentaire du milieu décrit, le découpage habile des séquences, l'efficacité et la sobriété du trait, la justesse psychologique des personnages ».
Dans L'Humanité, Vincent Ostria reconnaît l'influence de Robert Stevenson dans l'intrigue de chasse au trésor, mais estime que le film « s'éloigne des conventions du genre avec une touche légère et un graphisme aéré », et lui reconnaît « pas beaucoup de bruit et de fureur [dans le film], mais un solide sens du récit ».
Parmi les moins bonnes critiques, Bernard Achour, dans TéléCinéObs, regrette que le soin apporté au film dissimule « l'absence de véritable originalité du projet ».

## Inspirations
L'histoire s'inspire des romans d'aventure de Robert Louis Stevenson et Joseph Conrad.
Le nom de l'île, Erewon, rappelle le roman utopique de Samuel Butler, Erewhon (anagramme de "nowhere", nulle part en anglais).
Les graphismes épurés de L'Île de Black Mór s'inspirent des tableaux du peintre français Henri Rivière.
Parmi les autres références, on peut noter un clin d'œil au Nid des Marsupilamis d'André Franquin (cabane du "Petit Moine") et également une forte ressemblance de la première île de Black Mór avec L'Île mystérieuse du roman de Jules Verne (île en forme de monstre, volcan proche de l'éruption...). On peut aussi déceler quelques ressemblances avec Les Contrebandiers de Moonfleet, le classique de Fritz Lang avec Steward Granger, notamment dans les souvenirs du héros.

## Diffusion en vidéo
Le film est édité en DVD de zone 2 par TF1 Vidéo en septembre 2004 ; les compléments figurant sur le DVD consistent en : la bande-annonce du film, les filmographies des principaux membres de l'équipe, un documentaire « Les secrets du film » et un contenu DVD-ROM.